# Vinelz
Vinelz är en ort och kommun vid Bielsjön i distriktet Seeland i kantonen Bern, Schweiz. Kommunen har 907 invånare (2023).